# Up & Up
«Up & Up» (іноді пишеться «Up&Up») — пісня британського рок-гурту Coldplay з сьомого студійного альбому, A Head Full of Dreams (2015). Була випущена як третій синґл альбому 22 квітня 2016 р. на лейблі Parlophone. Бек-вокал у пісні виконано Бейонсе, Аннабель Уолліс і Мері Клейтон. Кліп на цю пісню було випущено 16 травня 2016 року.
28 серпня 2016 року українська студія GloriaFX отримала премію MTV Video Music Award за спецефекти до кліпу.

## Музичне відео
Група випустила тизери в соціальних мережах, що вели до відео-релізу. Це музичне відео створено режисерами Ванею Хейманом і Ґалом Муджа 16 травня 2016 року. Кліп так описаний на сайті групи «гострий, сюрреалістичний ролик, який натякає на сучасні питання». Відео складається з багатошарових сцен, де учасники гурту грають пісню у різних ландшафтах та локаціях. Одним з місць кліпу була хорватська гора Біоково, де Кріс Мартін начебто сидить на ній.
Один з авторів сайту MTV-Велика Британія заявив, що відео «дивне і прекрасне в усіх відношеннях». Кріс Пейн у статті для Billboard журнал, назвав його «належним чином епічне музичне відео» зі «стрімкою заявою, що б'є прямо в голову». Журналіст Idolator Карл Вайліот писав, що він «відчував піднесення його завдяки майстерності візуальних ефектів».

## Цікаві факти
Спецефекти для кліпу створила українська команда GloriaFX з Дніпра, а продакшином займалась київська компанія Radioaktive Film. На створення кліпу витрачено 2 місяці часу, а Кріс Мартін назвав це відео «найкращим кліпом, який він бачив». До відео не увійшли кілька сцен, як-от чоловік з вулканом замість голови. У фінальній версії ці сцени було вирішено не використовувати.

## Живі виступи
Після живого виступу з прев'ю альбому на 21 листопада 2015 року в Лос-Анжелесі, фронтмен Кріс Мартін сказав: «це та пісня, яку ми чекали 15 років, щоб написати». Гурт виконав цю пісню на Super Bowl 50 halftime show 7 лютого 2016 року в Санта-Кларі, Каліфорнія. До них також приєднався Бруно Марс і Бейонсе під час останнього куплету.

## Автори пісні
Coldplay
- Гай Берріман — бас-гітара, клавішні
- Джонні Бакленд — соло-гітара, клавішні
- Буде чемпіоном — барабани, програмування
- Кріс Мартін — вокал, фортепіано

Додаткові музиканти
- Меррі Клейтон — вокал
- Бейонсе — вокал
- Аннабель Уолліс — вокал
- Ноел Галлахер — гітара
- Мойсей Мартін — бубен

## Чарти

### Щотижневі чарти
| Чарт (2016)      | Пік |
| ---------------- | --- |
| Австралія (Арія) | 74  |
| Ізраїль          | 1   |
| Італія (FIMI)    | 42  |
| Португалія (AFP) | 97  |

## Історія випуску
| Області         | Дата                | Формат                      | Мітки      |
| --------------- | ------------------- | --------------------------- | ---------- |
| По всьому світу | 22 квітня 2016 року | Цифрова версія (Radio Edit) | Parlophone |